# Scatonomus chalybeus
Scatonomus chalybeus là một loài bọ cánh cứng trong họ Bọ hung (Scarabaeidae).